# Сагна (комуна)
Сагна (рум. Sagna) — комуна у повіті Нямц в Румунії. До складу комуни входять такі села (дані про населення за 2002 рік):
- Вулпешешть (877 осіб)
- Луцка (469 осіб)
- Сагна (3565 осіб)

Комуна розташована на відстані 290 км на північ від Бухареста, 48 км на схід від П'ятра-Нямца, 48 км на південний захід від Ясс.

## Населення
За даними перепису населення 2002 року у комуні проживали 7419 осіб.
Національний склад населення комуни:
| Національність | Кількість осіб | Відсоток |
| -------------- | -------------- | -------- |
| румуни         | 7405           | 99,8%    |
| цигани         | 12             | 0,2%     |
| угорці         | 2              | < 0,1%   |

Рідною мовою назвали:
| Мова      | Кількість осіб | Відсоток |
| --------- | -------------- | -------- |
| румунська | 7418           | > 99,9%  |
| угорська  | 1              | < 0,1%   |

Склад населення комуни за віросповіданням:
| Релігія       | Кількість осіб | Відсоток |
| ------------- | -------------- | -------- |
| православні   | 4669           | 62,9%    |
| римо-католики | 2743           | 37,0%    |
| адвентисти    | 3              | < 0,1%   |
| реформати     | 2              | < 0,1%   |
| п'ятдесятники | 1              | < 0,1%   |
| не релігійні  | 1              | < 0,1%   |